# Amanita ocreata
Amanita ocreata é um fungo venenoso que pertence ao gênero de cogumelos Amanita, na ordem Agaricales. Produz um corpo de frutificação branco, cujo chapéu é convexo ou achatado e atinge 12 cm de diâmetro. Sua cor pode ter um tom amarelado, rosado e às vezes com o centro marrom. As lamelas são apinhadas e o tronco mede até 20 cm de altura. Tem um anel membranoso branco e fino, além de uma volva que parece um saco, encobrindo quase a metade da estipe. A espécie foi descrita pela primeira vez em 1909 por Charles Horton Peck, através de exemplares coletados na Califórnia.
É um cogumelo muito tóxico, e já foi apontado como responsável por vários envenenamentos por fungos no oeste da América do Norte, região onde pode ser encontrado na natureza. Contém amatoxinas altamente venenosas, bem como falotoxinas, uma característica compartilhada com seu "primo" próximo, e também mortal, A. phalloides, além de outras espécies conhecidas conjuntamente como anjos-destruidores. A ingestão provoca inicialmente dor abdominal, diarreia e desidratação. Depois, a pessoa pode apresentar insuficiência hepática e renal graves o suficiente para levar ao óbito.

## Taxonomia
A espécie Amanita ocreata foi descrita cientificamente pela primeira vez em 1909 pelo micologista norte-americano Charles Horton Peck. Os exemplares que serviram de base para essa descrição foram coletados por Charles Fuller Baker, em Claremont, Califórnia. O epíteto específico é derivado da palavra latina ocrěātus, que quer dizer "vestir uma greva" (em latim, ocrea significa greva), uma referência a sua volva livre e folgada. O termo Amanita bivolvata é considerado sinônimo. O cogumelo pertence à mesma seção (Phalloideae) e gênero (Amanita) de diversos fungos venenosos mortais, incluindo A. phalloides e várias espécies de cogumelos Amanita brancos conhecidos popularmente em língua inglesa como "destroying angels" (ou anjos-destruidores, em português): A. bisporigera do leste da América do Norte, e A. virosa da Europa. "Death Angel" (anjo-da-morte) é outro termo vulgar utilizado para designar esta espécie nos países anglófonos.

## Descrição
O corpo de frutificação de Amanita ocreata é geralmente mais robusto do que os dos outros cogumelos Amanita brancos venenosos. No começo de seu desenvolvimento, ele tem o aspecto de um objeto ovoide branco coberto com um véu universal. À medida que cresce, o cogumelo se "liberta", apesar de raramente restar fragmentos do véu nas bordas do píleo. O chapéu é inicialmente hemisférico, antes de se tornar mais convexo e achatado, às vezes de forma irregular. Isso pode resultar em ondulações no píleo, que pode chegar a até 12 cm de diâmetro. A cor varia de branco a branco-amarelado em tons de ocre, às vezes com um centro marrom. Ocasionalmente partes dos corpos de frutificação pode ter tons rosados. O resto do fungo abaixo do chapéu é branco. As lamelas são apinhadas, livres ou adnatas. A estipe mede de 8 a 20 cm de altura e 1,5 a 2 cm de espessura no ápice, e carrega um anel membranoso branco e fino. A volva é fina, lisa e parece um saco, embora possa ser bastante extensa e encobrir quase a metade da estipe.
A impressão de esporos, técnica usada na identificação de fungos, é branca, e seus esporos, de formato subgloboso, ovoide ou subelipsoide, são amiloides e medem 9 a 14 por 7 a 10 μm vistos ao microscópio. Geralmente não há cheiro, apesar de alguns cogumelos terem um ligeiro odor, descrito como de água sanitária, cloro, peixe morto ou iodo. Assim como outros Amanita brancos, sua carne mancha de amarelo quando lhe é aplicada um solução de hidróxido de potássio (KOH).

## Espécies semelhantes

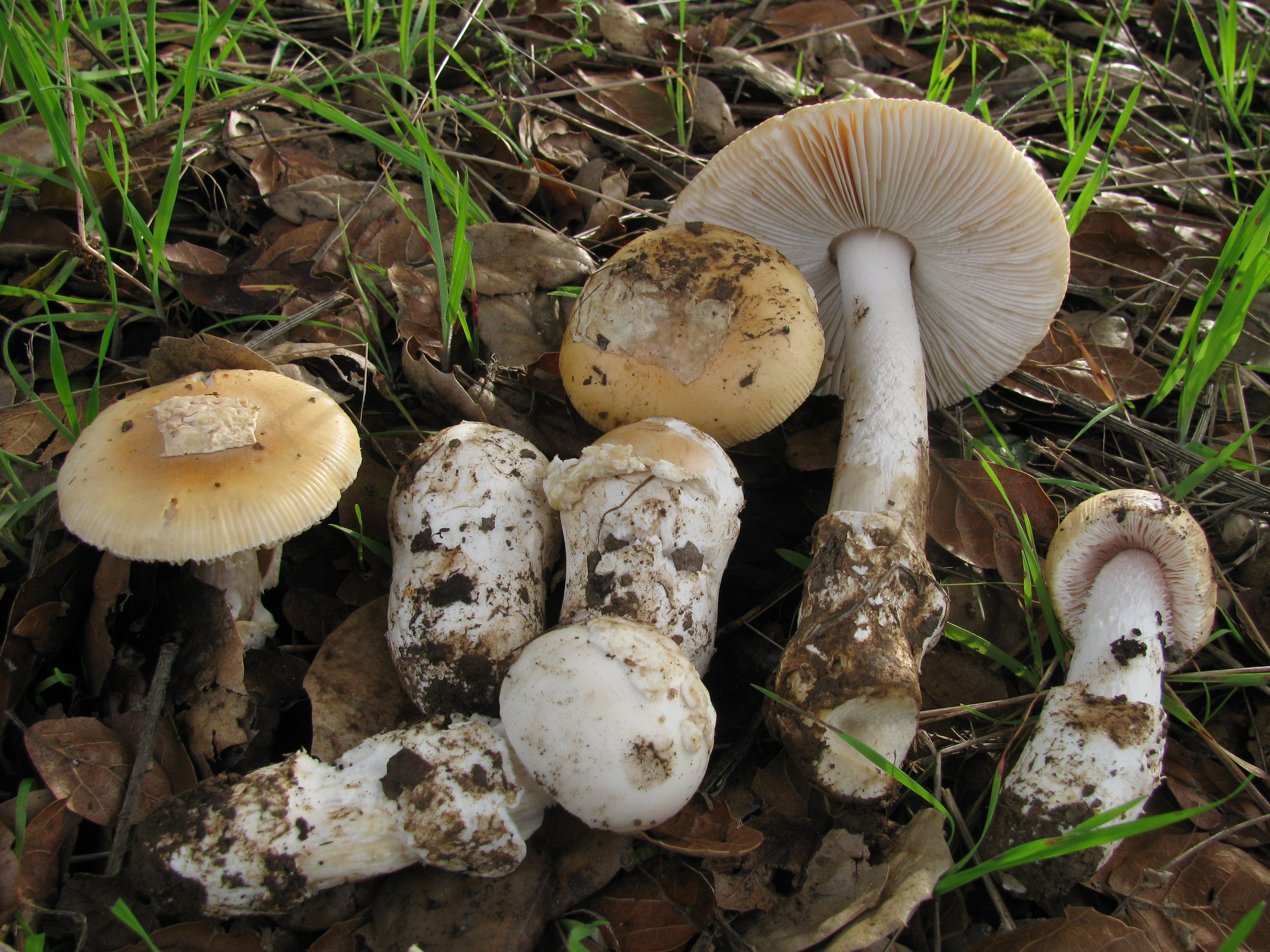
A. velosa é uma espécie comestível parecida

Este fungo se assemelha às espécies comestíveis Agaricus arvensis e A. campestris, além de Lycoperdon spp. antes do chapéu abrir e das lamelas tornarem-se visíveis. Por isso as pessoas que coletam fungos imaturos correm o risco de confundir as variedades. Ele também se assemelha e cresce nas mesmas áreas do Amanita velosa, espécie comestível bastante apreciada. É possível diferencia-lo de A. ocreata por sua falta de anel, pela margem estriada do chapéu e pelos restos grossos de véu universal compondo o véu. O comestível Amanita lanei carece de um anel e é mais provável que tenha manchas remanescentes do véu sobre o seu píleo, que é geralmente mais escuro. Volvariella speciosa tem esporos rosas e não possui anel nem volva.

## Toxicidade
Amanita ocreata é uma espécie altamente tóxica, e já foi apontada como responsável por uma série de envenenamentos por cogumelos no oeste da América do Norte, especialmente na primavera. Ela contém amatoxinas altamente venenosas, bem como falotoxinas, uma característica compartilhada com seu "primo" próximo, e também mortal, A. phalloides (ingerir metade de um chapéu deste pode ser o suficiente para matar um ser humano), além de outras espécies conhecidas em língua inglesa como destroying angels. Há alguma evidência de que pode ser o mais tóxico de todos os faloides norte-americanos, já que uma proporção maior de pessoas que consumiram o fungo tiveram danos em órgãos e 40% foram a óbito. Sabe-se também que cães morreram após comerem este fungo na Califórnia.
Amatoxinas consistem de, pelo menos, oito compostos com estrutura semelhantes, com oito anéis de aminoácidos; dentre os encontrados em A. ocreata, a α-amanitina é o mais prevalente e juntamente com a β-amanitina é provável que seja responsável pelos efeitos tóxicos. O principal mecanismo tóxico é a inibição da RNA polimerase II, uma enzima essencial na síntese de RNA mensageiro (RNAm), micro-RNA, e pequeno RNA nuclear (RNAnp). Sem RNAm, molécula essencial para a síntese de proteínas, o metabolismo celular cessa e a célula morre. O fígado é o principal órgão afetado, pois é o primeiro órgão que a toxina encontra após sua absorção pelo trato gastrointestinal, embora outros órgãos, especialmente os rins, sejam sensíveis a essas substâncias.
As falotoxinas consistem de pelo menos sete compostos, todos com sete anéis de peptídeos semelhantes. Embora eles sejam altamente tóxicos para as células do fígado, acredita-se que tenham pouco papel na toxicidade total do cogumelo, pois não são absorvidas pelo intestino. Além disso, uma falotoxina, a faloidina, é também encontrada no cogumelo comestível Amanita rubescens.

### Sinais e sintomas
Os sinais e sintomas de intoxicação por A. ocreata são inicialmente de natureza gastrointestinal, e incluem dor abdominal em cólica, com diarreia aquosa e vômitos, o que pode levar à desidratação; em casos graves há hipotensão, taquicardia, hipoglicemia e distúrbios ácido-base. Os sintomas iniciais cessam dois a três dias após a ingestão do fungo. Mas depois pode ocorrer uma deterioração da função hepática, agravando o quadro clínico. A pessoa passa então a apresentar icterícia, diarreia, delírios, convulsões e coma devido a insuficiência hepática fulminante e a encefalopatia hepática causada pelo acúmulo de substâncias tóxicas do sangue normalmente removidas pelo fígado. A insuficiência renal (secundária à hepatite grave, ou provocada por lesão renal pelo efeito tóxico direto no órgão) e coagulopatia podem aparecer durante esta fase. Complicações possíveis que podem levar ao óbito incluem aumento da pressão intracraniana, hemorragia intracraniana, sepse, pancreatite, insuficiência renal aguda e parada cardíaca. A morte geralmente ocorre 6 a 16 dias após o envenenamento.

### Tratamento
A ingestão de A. ocreata é considerada uma emergência médica que requer hospitalização. Existem quatro principais categorias de tratamento para o envenenamento por este cogumelo: cuidados médicos preliminares, medidas de suporte, tratamentos específicos e transplante de fígado.
Os cuidados preliminares consistem na descontaminação gástrica através do uso de carvão ativado ou pela lavagem gástrica. No entanto, devido à demora entre a ingestão e os primeiros sintomas de envenenamento, é comum que os pacientes cheguem para o tratamento muito tempo após a ingestão, reduzindo a potencial eficácia destas intervenções. As medidas de suporte são dirigidas para o tratamento da desidratação que resulta da perda de líquidos durante a fase de intoxicação gastrointestinal e correção da acidose metabólica, hipoglicemia, desequilíbrio eletrolítico, e coagulação deficiente.
Não há nenhum antídoto disponível para tratar o envenenamento por amatoxinas, mas alguns tratamentos específicos, como a penicilina G intravenosa mostrou melhorar a sobrevida dos pacientes. Há algumas evidências de que a silibinina intravenosa, um extrato de Silybum marianum, pode ser benéfica na redução dos efeitos das amatoxinas, impedindo a sua absorção pelos hepatócitos, protegendo, assim, o tecido hepático. Em pessoas que desenvolvem insuficiência hepática, o transplante de fígado é frequentemente a única possibilidade de impedir a morte. Este tipo de transplante se tornou uma opção bem estabelecida no envenenamento por amatoxina. É um tratamento delicado, já que o transplante por si próprio pode ter complicações e mortalidade significativas, pois os pacientes necessitam de imunossupressão a longo prazo para manter o órgão transplantado. As evidências sugerem que, embora as taxas de sobrevida melhoraram com o tratamento médico moderno, em pacientes com intoxicação moderada a grave, até metade das pessoas que se recuperaram sofreram danos permanentes ao fígado. No entanto, um estudo de acompanhamento mostrou que a maioria daqueles tratados no prazo de 36 horas após a ingestão do cogumelo, e que conseguiram sobreviver, se recuperaram completamente, sem apresentar nenhuma sequela.

## Ecologia, habitat e distribuição

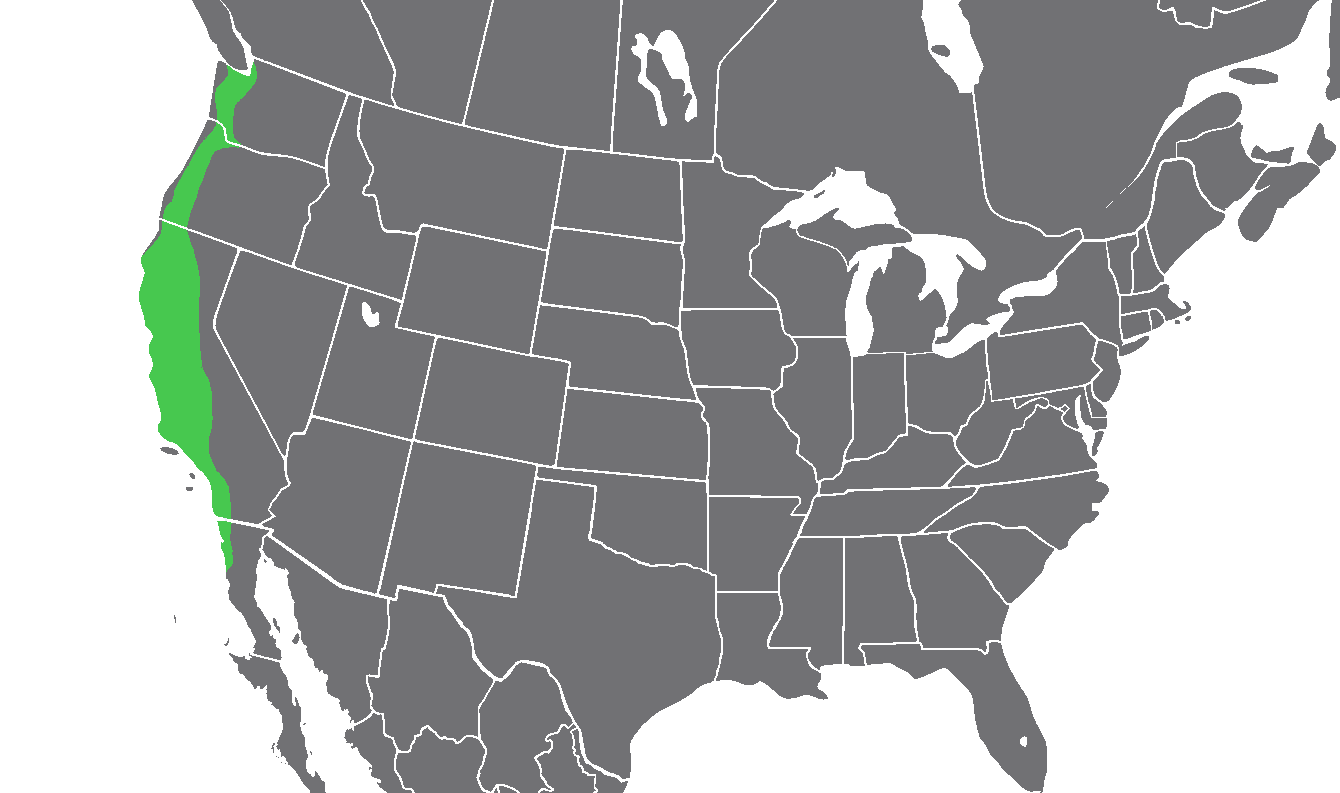
Área de distribuição do cogumelo (em verde)

Os corpos de frutificação de A. ocreata aparecem entre os meses de janeiro e abril, mais tarde portanto do que a maioria dos outros cogumelos Amanita, exceto o A. calyptroderma. É encontrado em florestas mistas, na costa do Pacífico da América do Norte, numa área que se estende do estado de Washington para o sul, passando pela Califórnia, até a Baja California, em território mexicano. Suspeita-se que também possa ser encontrado na ilha de Vancouver, na Columbia Britânica, embora isso nunca tenha sido confirmado. O fungo estabelece relações ectomicorrízicas e é encontrado em associação com carvalhos (Quercus agrifolia), bem como com árvores do gênero Corylus. Em Oregon e Washington, também pode ser associado com Quercus garryana.